# Thunderbolt (1995)
Thunderbolt (em chinês, 霹靂火 - Piklik Foh) é um filme de 1995, produzido em Hong Kong (na época, sob administração britânica, que dois anos depois seria devolvida à China) e dirigido por Gordon Chan. O principal personagem é Chan Foh To, interpretado pelo ator Jackie Chan.

## Sinopse
Foh (Jackie) é um competente mecânico de carros de corrida. Seus problemas começam quando, em um "racha" na estrada, ele persegue e ajuda a prender Warner "Cougar" Kaugman (Thorsten Nickel), um perigoso criminoso procurado pela Interpol. Furioso, o sujeito promete vingança e após sequestrar as irmãs do mecânico, força-o a ir até o Japão e participar de uma perigosa corrida.

## Elenco
- Jackie Chan - Foh / Feng Jim (Alfred Tung na versão americana)
- Anita Yuen - Amy Yip (Amy Ip na versão americana)
- Michael Wang - Steve Cannon
- Thorsten Nickel - Warner "Cougar" Krugman
- Rebecca Penrose - Namorada de Cougar
- Chor Yuen - Chan Chun Tung
- Wu Oi-Yan - Dai Mui (Daphne na versão americana)
- Annie Man - Sai Mui / Xiao Wei (Sammi na versão americana)
- Yuzo Kayama - Murakami
- Kenya Sawada - Saw
- Ken Lo - Kong
- Dayo Wong - Sr. Lam
- Chin Kar-lok - Assitente de Murakami (Ka Lok Chin na versão americana)
- Corey Yuen - Doutor (Corey Yen na versão americana; Cory Yuen na versão alemã)
- Marie Eguro - Miss Kenya Ocho
- Yung Kam-Cheong - Mecânico Cheong
- William Tuen - Koo
- Bruce Law - Bruce
- Patrick Han - John
- Joseph Cheung - Joe
- Lam Wai-Kong - Inspetor Cheung (Joe na versão americana)
- Shing Fui-On - Piloto ilegal
- Paul Rapovski - Membro da gangue de Kong
- Mike Ian Lambert - Membro da gangue de Kong
- Ping Wu - Chan Foh To (voz)
- Anthony Carpio - Capanga de Saw (não creditado)
- Man-Ching Chan - Capanga (não creditado)
- Tat-Kwong Chan - Capanga de Kong (não creditado)
- Collin Chou - Capanga de Kong (não creditado)
- Tau Chu - Capanga de Kong (não creditado)
- Stephen Fung (não creditado)
- Hou Hsiao - Capanga de Kong / Policial (não creditado)
- Timmy Hung - Capanga de Saw (não creditado)
- Blackie Shou Liang Ko - Mecânico (não creditado)
- Keung-Kuen Lai - Capanga de Saw (não creditado)
- Rocky Lai - Capanga de Kong (não creditado)
- Tom Lent (não creditado)
- Chung Chi Li - Capanga de Kong (não creditado)
- Michael Lui - Mecânico de Foh (não creditado)
- Wai Cheung Mak - Capanga de Kong (não creditado)
- Annie Man (não creditada)
- Wing-Fat Cheung - Capanga de Saw (não creditado)
- Ailen Sit - Capanga de Bribing (não creditado)
- Darryl Stogre - Membro da equipe técnica / Bêbado (não creditado)
- Ming-Sing Wong - Inspetor Chen (não creditado)